# Stanislav Matějovský
Stanislav Matějovský, né le 29 juillet 1961 à Hradec Králové où il demeure, est un pilote automobile tchèque en courses de côte puis sur circuits, en voitures de tourisme puis à bord de camions.

## Biographie

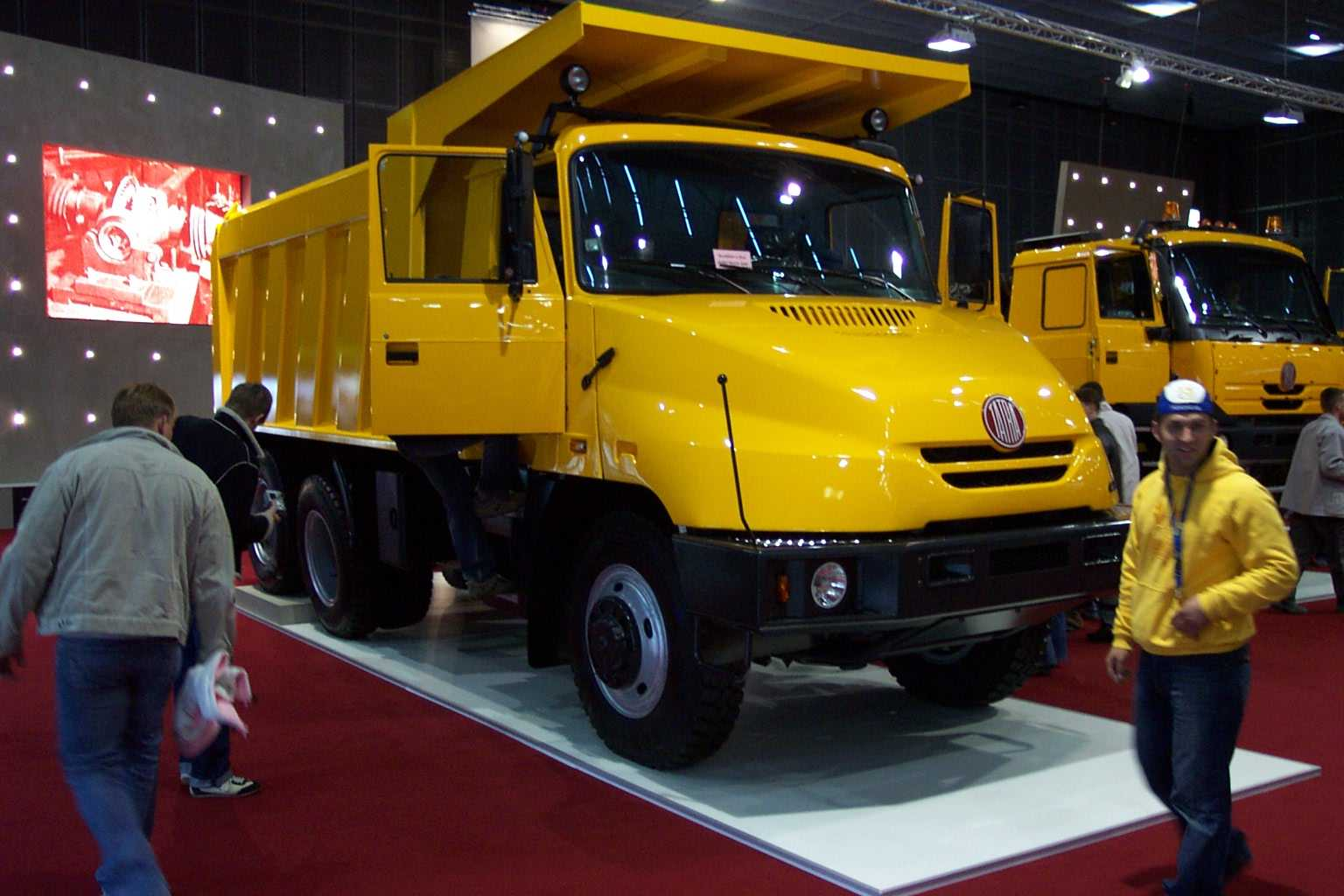
Exemple de Tatra Jamal courant.

Il commence la compétition en côte sur Lada en 1979, puis il évolue sur des circuits en voitures de tourisme avec des Volkswagen Golf et des Toyota jusqu'en 1986.
En 1989 il devient champion de Tchécoslovaquie de la montagne en catégorie 1.3L., sur Suzuki Swift Gr.N, en remportant les dix épreuves du championnat. Puis il passe sur BMW M3 en 1991, et sur Ford Fiesta XR 2i en 1992, année où il commence les courses de camions (sur LIAZ, durant cinq ans).
Il remporte le Championnat d'Europe de courses de camions en 2001 dans la catégorie Super-Trucks B (unique année de reconnaissance), sur un Tatra 163 Jamal Evo 2 du  Smídl Truck Racing Team (nouveau venu dans l'ETRC en 2000), à moteur MAN, l'équipe devenant le Tatra  Truck Racing Team officiel du constructeur en 2002, pourvue désormais de Jamal Evo 3 (Adam Lacko (en) prenant la place de S. Matějovský). 

(Nota Bene : son fils, Michael, a été champion de république tchèque de karting en 1996, et troisième de la coupe Škoda Octavia nationale en 2007.)